# A madarak hasznáról és káráról
A madarak hasznáról és káráról című könyv lexikonjellegű, Magyarország madarairól szóló „élővilág-enciklopédia”, melyet Herman Ottó írt és Csörgey Titusz látott el képekkel. Bár számos kérdésben elavult, mégis jól használható amiatt, hogy részletes leírásokat tartalmaz Magyarország számos madárfajáról.

## Az író előszavából
„Számot vetettem én is magammal és úgy találom, hogy volna még kötelességem. Im, kötelességérzetből annak az arasznyi életidőnek, mely a harangszóig még marad, egy részét Tenéked akarom szentelni szeretett magyar gazda Népem, mert különben is érzem szent kötelességemet, hogy a ki annyit forgolódtam barátságos tűzhelyednél, annyi okulást merítettem szokásodból; – lelked tiszta, romlatlan megnyilatkozásából pedig annyi virágot szedtem és kötöttem bokrétába – mondom, érezem kötelességemet, hogy hála fejében, okulásodra, de gyönyörűségedre is írjam meg ezt a kis könyvet, arról, a mi különben is érzi szereteted melegét: írjak az ég madarairól, azoknak hasznáról és káráról.”